# A sa zente
A sa zente è un singolo del gruppo musicale sardo Tazenda, che fa parte del loro primo album in studio Tazenda pubblicato nel 1988. e incluso nel loro primo album dal vivo Il popolo rock.

## Formazione
Tazenda
- Andrea Parodi – voce
- Gigi Camedda – tastiera, voce
- Gino Marielli – chitarra solista, voce

Altri musicisti
- Maria Carta – voce in Sa dansa
- Massimo Cossu – chitarra ritmica
- Fabrizio Guelpa – batteria, percussioni
- Roberto Valentini – basso